# Johann Buchner
Johann Buchner fue un profesor de farmacia en la Universidad de Múnich, Alemania, que tuvo un destacado en el desarrollo de la aspirina.

## Biografía
Johann Andreas Buchner nació en Múnich el 6 de abril de 1783. 
Tras efectuar sus primeros estudios en el Gymnasialabschluss de Múnich (actual Wilhelmsgymnasium), estudió farmacia en Pfaffenhofen y con Johann Bartholomäus Trommsdorff en Erfurt.
Después de recibir su doctorado en 1807, dejó Erfurt y regresó a Múnich. Allí en 1809 se convirtió en químico en jefe de la Farmacia Central de los Hospitales de Múnich.
Fue profesor asociado de farmacia en la Universidad de Landshut (1818) y en la Universidad de Múnich en 1819.
En 1828 Johann Andreas Buchner se convirtió en el primero en aislar a partir del sauce blanco (Salix alba) una pequeña cantidad de cristales aciculares amarillos y de sabor amargo, sustancia a la que denominó salicina.
En 1826 los italianos Brugnatelli y Fontana habían conseguido obtener "salicin" pero con impurezas. Recién en 1829 con los trabajos del químico francés Henri Leroux se dispondría de un método para obtener la sustancia con la suficiente pureza y en cantidades apreciables y finalmente Raffaele Piria obtendría ácido salicílico en estado puro.
En 1844 fue designado miembro de pleno derecho de la Academia de Ciencias de Múnich.
Falleció el 5 de junio de 1852 en su ciudad natal.
Su hijo, Andreas Ludwig Büchner (1813-1897) también fue farmacólogo.